# Изнасилване
Изнасилването (в много страни считано за криминално престъпление) е акт на насилствено съвкупление или сношение, извършено от едно или повече лица спрямо друго (или други) без съгласието на последните. Потърпевшите най-често са принудително приведени в безпомощно състояние – чрез сила, заплаха и разнообразни физически и психологически средства, като са напълно лишени от възможност за самоотбрана.
В българското законодателство изнасилването е комплексно престъпление – първо се извършва насилието, и после следва съвокуплението или сношението. Актът е инкриминиран с чл.152 от Наказателния кодекс на Република България.
Традиционно под изнасилване се разбира всеки акт, при който мъж упражнява сила и се съвокупли с жена.
Принципно, в много законодателства по света, понятието обхваща принудителен полов акт от страна на жена спрямо мъж, мъж спрямо мъж и жена спрямо жена. Изнасилването в брака е сравнително ново понятие. Противно на вярванията, изнасилванията се извършват най-често от познати и близки хора и в много редки случаи от непознати.